# Petra de San José
Pour plus de détails, voir Fiche technique et Distribution.
Petra de San José  est un film dramatique biographique espagnol réalisé par Pablo Moreno et sorti en 2021. La production a été faite à la demande de la congrégation religieuse fondée par Petra de San José, les Mères des abandonnés et de saint Joseph de la montagne. 

## Synopsis
Ana passe sa jeunesse à Valle de Abdalajis (Province de Malaga). Bientôt, elle vit un bouleversement fondamental, quand, avec un groupe de femmes décidées, elle se met au service des pauvres et spécialement des vieillards abandonnés, des orphelins et des personnes malades. Avec le temps, se fonde la congrégation des Mères des abandonnés et de saint Joseph de la montagne. 30 ans après sa mort, sa dépouille est volée en pleine Guerre civile espagnole. 

## Fiche technique
- Titre original : Petra de San José
- Réalisation : Pablo Moreno
- Scénario : Pedro Delgado et Andrés Garrigó, inspiré de la vie de Petra Pérez Florido
- Musique : Oscar Martín Leanizbarrutia
- Photographie : Rubén D. Ortegar
- Sociétés de production : Goya Producciones, en coproduction avec Contracorriente Producciones SLU
- Société de distribution : European Dreams Factory
- Pays de production :  Espagne
- Genre : biographie, drame
- Durée : 102 minutes
- Date de sortie : Espagne : 4 février 2022
- Classification : Espagne : +12

## Distribution
- Roberto Chapu : Román
- Olga Mansilla : Mère Petra de San José, plus âgée
- Marian Arahuetes : Ana, la jeune Petra de San José
- Alba Recondo : Rafaela
- Wendy Gara : Josefita
- Laura Contreras
- Assumpta Serna : Comtesse de Corbos (es)
- Emilio Linder : l'évêque de Málaga
- Alejandro Arroyo : Pie X
- Carlos Cañas : le comte de Corbos
- Fran Calvo : l'homme mystérieux
- Isabell Madollel : Isabel, jeune

### Production
La production a été menée par la congrégation fondée par Petra Pérez Florido en 1881. La société sollicitée, Goya Producciones, est une petite société espagnole spécialisée dans le film religieux.
Le tournage a lieu en 2020, malgré les restrictions dues à la Pandémie de Covid-19 en Espagne. Le projet initial comprenait des scènes réelles de la vie de la fondatrice, mais ce fut impossible, et on recourut à des décors.[réf. nécessaire]

## Distinctions

### Nomination
- International Christian Film Festival 2024[2] :
  - Prix de Meilleure photographie
  - Meilleur film étranger